# Troféu Las Salinas-Campos-Porreras-Felanich de 2020
A 29.ª edição da clássica ciclista Troféu Las Salinas-Campos-Porreras-Felanich foi uma carreira na Espanha que se celebrou a 30 de janeiro de 2020 sobre um percurso de 170,7 km na ilha balear de Maiorca. A carreira fez parte do primeiro troféu da Challenge Ciclista a Mallorca de 2020.
A carreira fez parte do UCI Europe Tour de 2020, calendário ciclístico dos Circuitos Continentais da UCI dentro da categoria 1.1. O vencedor foi o italiano Matteo Moschetti da Trek-Segafredo. Acompanharam-no no pódio, como segundo e terceiro classificado respectivamente, o alemão Pascal Ackermann da Bora-Hansgrohe e o espanhol Jon Aberasturi da Caja Rural-Seguros RGA.

## Equipas participantes
Tomaram parte na carreira 23 equipas: 5 de categoria UCI WorldTeam, 9 de categoria UCI ProTeam, 8 de categoria Continental e uma selecção nacional. Formaram assim um pelotão de 160 ciclistas dos que acabaram 154. As equipas participantes foram:
| Equipes WorldTeam (5)- Bora-Hansgrohe - Lotto Soudal - Movistar Team - Israel Start-Up Nation - Trek-Segafredo Equipes ProTeam (9)- Bardiani CSF Faizanè - Burgos-BH - Caja Rural-Seguros RGA - Euskaltel-Euskadi - Arkéa-Samsic - Gazprom-RusVelo - Sport Vlaanderen-Baloise - Circus-Wanty Gobert - Vini Zabù-KTM Equipes Continentais (8)- Kometa-Xstra - Canyon DHB p/b Bloor Homes - Team SKS Sauerland NRW - Gios Kiwi Atlántico - Equipo Kern Pharma - Team Work Service Romagnano - Swiss Racing Academy - Memil Equipe nacional- Suíça |
| |

## Classificação final
- A classificação finalizou da seguinte forma:[3]

| \| Classificação geral \| Classificação geral \| Classificação geral \| Classificação geral \| Classificação geral \| \| Ciclista \| Ciclista \| Equipe \| Tempo \| \| \| ------------------- \| -------------------- \| ---------------------- \| ------------------- \| ------------------- \| \| 1. \| Matteo Moschetti \| Trek-Segafredo \| \| \| \| 2. \| Pascal Ackermann \| Bora-Hansgrohe \| + 0s \| \| \| 3. \| Jon Aberasturi \| Caja Rural-Seguros RGA \| + 0s \| \| \| 4. \| Enrique Sanz \| Equipo Kern Pharma \| + 0s \| \| \| 5. \| Andrea Pasqualon \| Circus-Wanty Gobert \| + 0s \| \| \| 6. \| Emīls Liepiņš \| Trek-Segafredo \| + 0s \| \| \| 7. \| Tom Van Asbroeck \| Israel Start-Up Nation \| + 0s \| \| \| 8. \| Nacer Bouhanni \| Arkéa-Samsic \| + 0s \| \| \| 9. \| Manuel Peñalver \| Burgos-BH \| + 0s \| \| \| 10. \| Viacheslav Kuznetsov \| Gazprom-RusVelo \| + 0s \| \| |                      |                        |       |
| |                      |                        |       |
| Fonte: ProCyclingStats |                      |                        |       |
| Classificação geral |                      |                        |       |
| Ciclista | Ciclista             | Equipe                 | Tempo |
| 1. | Matteo Moschetti     | Trek-Segafredo         |       |
| 2. | Pascal Ackermann     | Bora-Hansgrohe         | + 0s  |
| 3. | Jon Aberasturi       | Caja Rural-Seguros RGA | + 0s  |
| 4. | Enrique Sanz         | Equipo Kern Pharma     | + 0s  |
| 5. | Andrea Pasqualon     | Circus-Wanty Gobert    | + 0s  |
| 6. | Emīls Liepiņš        | Trek-Segafredo         | + 0s  |
| 7. | Tom Van Asbroeck     | Israel Start-Up Nation | + 0s  |
| 8. | Nacer Bouhanni       | Arkéa-Samsic           | + 0s  |
| 9. | Manuel Peñalver      | Burgos-BH              | + 0s  |
| 10. | Viacheslav Kuznetsov | Gazprom-RusVelo        | + 0s  |

## UCI World Ranking
O Troféu Las Salinas-Campos-Porreras-Felanich outorgou pontos para o UCI World Ranking para corredores das equipas nas categorias UCI WorldTeam, UCI ProTeam e Continental. As seguintes tabelas são o barómetro de pontuação e os 10 corredores que obtiveram mais pontos:
| Posição   | 1.º | 2.º | 3.º | 4.º | 5.º | 6.º | 7.º | 8.º | 9.º | 10.º | 11.º | 12.º | 13.º-15.º | 16.º-25.º |
| Pontuação | 125 | 85  | 70  | 60  | 50  | 40  | 35  | 30  | 25  | 20   | 15   | 10   | 5         | 3         |

| Classificação |                      |                        |        |
| Posição       | Ciclista             | Equipa                 | Pontos |
| ------------- | -------------------- | ---------------------- | ------ |
| 1.º           | Matteo Moschetti     | Trek-Segafredo         | 125    |
| 2.º           | Pascal Ackermann     | Bora-Hansgrohe         | 85     |
| 3.º           | Jon Aberasturi       | Caja Rural-Seguros RGA | 70     |
| 4.º           | Enrique Sanz         | Kern Pharma            | 60     |
| 5.º           | Andrea Pasqualon     | Circus-Wanty Gobert    | 50     |
| 6.º           | Emīls Liepiņš        | Trek-Segafredo         | 40     |
| 7.º           | Tom Van Asbroeck     | Israel Start-Up Nation | 35     |
| 8.º           | Nacer Bouhanni       | Arkéa Samsic           | 30     |
| 9.º           | Manuel Peñalver      | Burgos-BH              | 25     |
| 10.º          | Viacheslav Kuznetsov | Gazprom-RusVelo        | 20     |